# ミネソタ・ノーススターズ
ミネソタ・ノーススターズ（英: Minnesota North Stars）は、かつてアメリカ合衆国に存在した男子プロアイスホッケーチーム。本拠地はアメリカ合衆国ミネソタ州ブルーミントン。ナショナルホッケーリーグ(NHL)に加盟していた。

## 歴史
1967年のエクスパンション・シックスにより設立。
1980-81シーズンにキャンベル・カンファレンス優勝。しかしスタンレー・カップファイナルではニューヨーク・アイランダーズに敗退。
1990-91シーズンでもカンファレンス優勝も、カップファイナルでピッツバーグ・ペンギンズに敗れた。
1993年に本拠地をテキサス州ダラスに移転、チーム名もダラス・スターズに改称、消滅した。その後ミネソタ州のNHLチームは、2000年に誕生したミネソタ・ワイルドまで存在しなかった。

## 主な選手
- レオ・ボイバン (Leo Boivin)
- マイク・ガートナー (Mike Gartner)
- ラリー・マーフィー (Larry Murphy)
- ガンプ・ウォースリー (Gump Worsley)
- ディーノ・シサレッリ (Dino Ciccarelli)
- ビル・ゴールズワーシー (Bill Goldsworthy)
- ビル・マスタートン (Bill Masterton)
- ニール・ブローテン (Neal Broten)
- ダニー・グラント (Danny Grant)（1969年カルダー記念賞受賞）
- ボビー・スミス (Bobby Smith)（1979年カルダー記念賞受賞）
- アル・マカダム (Al MacAdam)（1979-80年 ビル・マスタートン記念賞受賞）